# Dèmes et communautés de Grèce
Pour les articles homonymes, voir Dème.

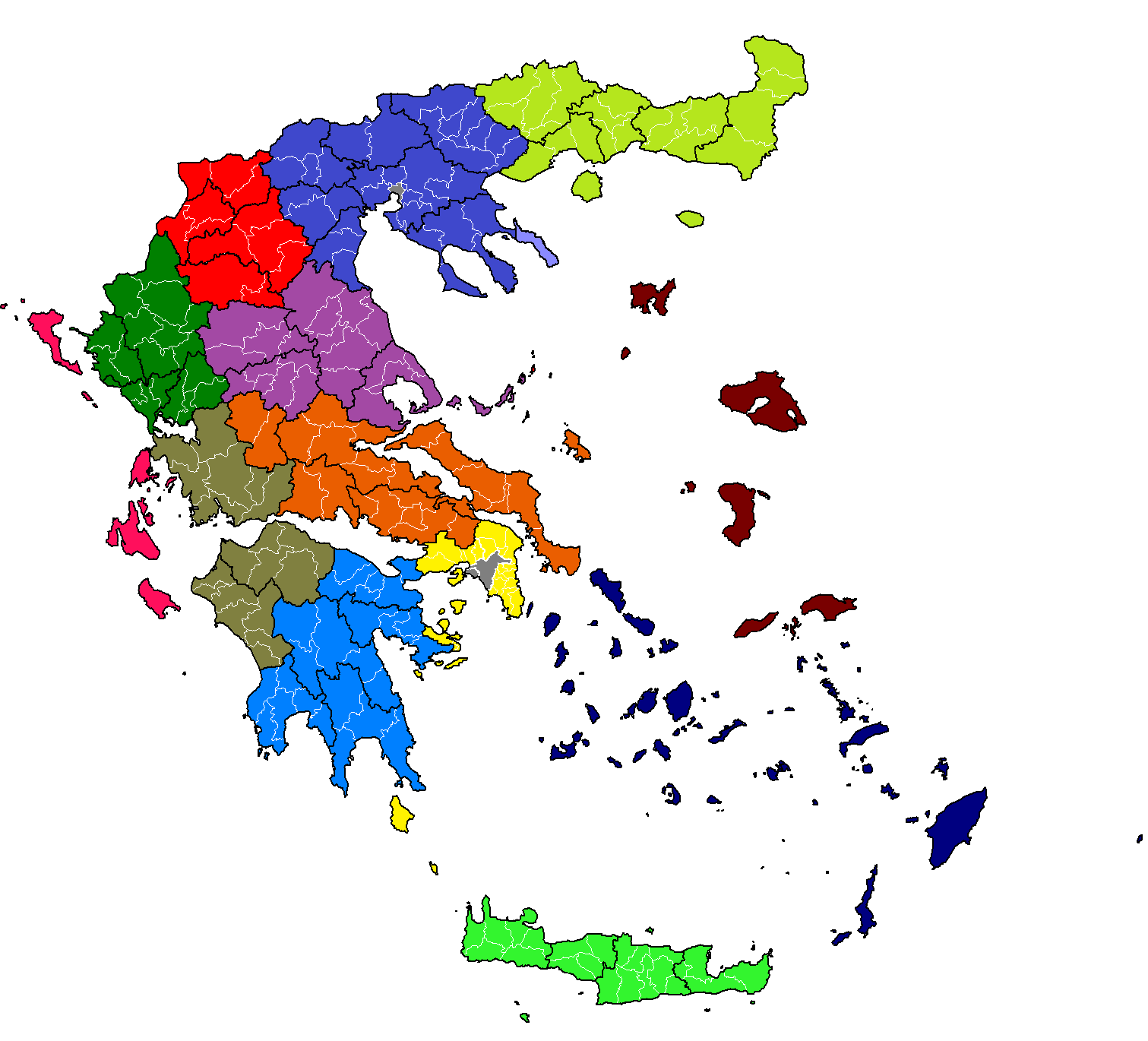
Les subdivisions de la Grèce après la réforme Kallikratis de 2010. Les dèmes sont délimités en blanc.

Les dèmes et les communautés sont le premier niveau de collectivités territoriales existant en Grèce. Depuis la fin du mois de mai 2010, à la suite de la réforme Kallikratis, on compte 325 dèmes, les communautés ayant disparu (par fusion ou par transformation en dème).

## Les dèmes depuis 2010
La réforme engagée en 2010, baptisée programme Kallikratis, a abouti à la fusion de nombreux dèmes et à la disparition de la distinction entre dèmes et communautés, toutes les circonscriptions de premier niveau étant dorénavant des dèmes.

## Organisation
Les dèmes sont organisés en districts communaux (ou « municipaux » ; en grec : Δημοτική ενότητα (dimotikí enótita)), dont le territoire correspond aux dèmes du plan Kapodistrias.
Les districts communaux s'organisent à leur tour en « communautés municipales » (δημοτική κοινότητα / dimotikí koinótita) ou « communautés locales » (τοπική κοινότιτα / topikí koinótita) selon le nombre d'habitants ; ces circonscriptions correspondent aux anciens districts communaux (correspondant eux-mêmes aux anciens dèmes et communautés d'avant le plan Kapodistrias) et élisent des représentants locaux.

### Capitale historique
Depuis la réforme Kapodistrias, certains dèmes possèdent, en plus de leur capitale, une « capitale historique » où sont organisées certaines fêtes et commémorations officielles. Il s'agit d'un statut officiel visant à mettre en valeur une localité ayant eu un rôle historique important mais ne pouvant prétendre au rôle de capitale (par exemple : Paleá Epídavros pour le dème d'Épidaure, Delphes pour le dème de Delphes, Samonida pour le dème de Soúli).

## Onomastique
Les noms des dèmes ne correspondent pas toujours à celui d'une localité : certains portent ainsi le nom d'un personnage historique (Lord Byron, Georges Caraïskakis, Vénizélos, etc.), de régions (Triphylie, Cynourie-du-Nord, etc.), d'habitants antiques (Locriens, Iétiens, Chalcidiens, etc.) ou modernes (Thraco-Macédoniens), de montagnes ou de cours d'eau (Parnasse, Tzoumérka, lac Plastiras, Pénée, etc.), de cités antiques disparues dont le nom n'a pas été relevé par une localité moderne (Thérapné, Phaestos, etc.).
Par ailleurs, la plupart des localités ou des circonscriptions portant des noms antiques sont le fruit de renommages réalisés aux XIXe et XXe siècles. Ces renommages ont parfois créé des doublons : il existait par exemple avant 2010 deux collectivités distinctes portant le nom de l'antique Sicyone : un dème (dont le chef-lieu, Kiato, avait été lui-même rebaptisé Sicyone de 1913 à 1916 avant de reprendre son ancien nom) et une communauté centrée sur un village rebaptisé à son tour en 1920. De nombreux toponymes d'origine étrangère (slave, latine, albanaise, italienne, turque) ou médiévale, hérités de l'histoire, ont ainsi été hellénisés (en reprenant un nom antique ou en adoptant un nom grec moderne).
Près d'un tiers (31 %) des localités du pays ont ainsi été renommées dans la seule période entre 1912 et 1961 ; cette politique de renommage pose souvent des problèmes aux chercheurs à cause des discordances entre les noms enregistrés dans les sources et les noms actuels.

## Dèmes et communautés avant 2010

### Réforme dite Kapodistrias de 1997
Leurs attributions, leurs compétences et leur fonctionnement étaient régis par la loi 2539 de 1997, baptisée « Ioannis Kapodistrias », qui a vu une réduction drastique du nombre des circonscriptions par la fusion de nombreuses communautés pour former de nouveaux dèmes. Cette réforme a ainsi en grande partie effacé l'ancienne distinction entre les anciens dèmes, à caractère urbain, et les anciennes communautés, à caractère rural, et vu l'apparition de nombreux « dèmes ruraux ».
On comptait à la suite de cette réforme environ 900 dèmes et 130 communautés, eux-mêmes généralement divisés en districts municipaux qui correspondent souvent aux anciennes communautés existant avant la fusion.
Il existait de très importants écarts de taille géographique et démographique entre ces entités. Le dème le plus peuplé (Athènes) compte 745 514 habitants, le moins peuplé (Gramos) seulement 28 habitants. Le plus étendu (Káto Nevrokópi) fait 873,552 km2, le plus petit (Néa Chalkidóna) seulement 0,8 km2.

### Les dèmes
Selon le Code des Dèmes et Communes, sont constitués en dèmes :
- les chefs-lieux des nomes ;
- les villes de plus de 10 000 habitants (article 2, paragraphe 1) ;
- les collectivités créées par décret en application de la loi 1416/1984 par la fusion des dèmes et communes d'une certaine circonscription prédéterminée, à condition que parmi les collectivités ayant fusionné, il y ait déjà un dème, ou que la population de la collectivité issue de la fusion soit supérieure à 2 500 habitants ;
- les « villes d'eau » (c'est-à-dire les villes thermales) ayant au moins 2 500 habitants (la décision est prise par décret) ;
- les villes ayant un intérêt historique (la décision est prise par décret présidentiel après avis d'un conseil de onze membres présidé par le ministre de l'intérieur, constitué de hauts fonctionnaires, de professeurs d'université et de représentants de l'Union centrale des dèmes et communautés).

### Les communautés
Les communautés forment les collectivités territoriales de base qui ne possèdent pas les critères pouvant leur permettre de se constituer en dème. Une circonscription désirant obtenir ce statut doit former une agglomération d'au moins 1 000 habitants (à la demande des trois quarts d'entre eux) et détenir les capacités financières nécessaires pour assurer leur fonctionnement. Un certain nombre de communautés n'ont pas été fusionnées en 1997 malgré une population inférieure à 1 000 habitants ; il s'agit souvent d’îles ou de zones isolées.